# 菠蘿包
菠蘿包，亦稱菠蘿麵包、酥皮麵包，是一種甜味麵包，沒有餡料，源於香港，約於1960年代出現。雖然名稱中有「菠蘿」，但它並不含菠蘿，而是指其表面金黃色、脆脆的外皮與菠蘿外觀相似。因為菠蘿包經烘焙過後表面金黃色、凹凸的脆皮狀似菠蘿（亦稱「鳳梨」）因而得名。
菠蘿包的酥皮由麵粉、糖、雞蛋和牛油等材料做成，經過烘焙後形成脆脆的表層，內餡經常搭配奶油或是咸蛋黃餡。

## 簡介
菠蘿包的產生，其中一種說法是因為早年香港人對原來的麵包不滿足，認為味道不足，因此在麵包上加上砂糖等甜味餡料而成。菠蘿包外層表面的脆皮，一般由砂糖、雞蛋、麵粉與牛油烘製而成，為平凡的麵包加上了口感，以熱食為佳；另一說法指菠蘿包發展自俄羅斯的圓形麵包，但香港人為這款麵包加上酥皮成為菠蘿包。酥皮要做得香脆甜美，而包身則是軟身才好吃。菠蘿包的外形與日本的蜜瓜包（又称甜瓜包）及香港本地的墨西哥包相似。

## 香港
菠蘿包是香港最普遍的麵包之一，差不多每一間香港的餅店都有售賣菠蘿包，不少茶餐廳與冰室都有供應，一般作為早餐或下午茶的點心。菠蘿包的售價一般會比其他有餡料的麵包便宜，但味道又較沒有餡料的餐包豐富，所以深受香港人歡迎。除了香港外，在華南地區亦甚為普遍。
在香港，有另一種菠蘿麵包，它裏面含有蜜汁叉燒，被稱為菠蘿（蜜汁）叉燒包。
由於菠蘿包的脆皮使用砂糖和豬油製成，所以熱量、脂肪與膽固醇含量較高，因此不宜經常享用。

## 台灣
在台灣販賣的菠蘿麵包種類繁多，有香港菠蘿包、日本蜜瓜包以及它們的變種。
2011年2月，台北市糕餅公會號召全台糕餅業者投票，結果出爐，菠蘿麵包、蔥花麵包、紅豆麵包、奶酥麵包拿下「四大天王」，堪稱最台麵包，其中菠蘿麵包以壓倒性的票數拿下冠軍。台灣的主流菠蘿包實際上為港式菠蘿包，大多也是採用港式的做法。不過台灣也有本土的菠蘿麵包，自台灣戰後就有，而更貼近蜜瓜包的餅乾硬頂，而非港式菠蘿包酥頂皮。
台灣蜜瓜麵包有做成紡錘形蜜瓜麵包，俗稱「炸彈麵包」。

### 爭議
約於2020年10月，日本的頂級吐司專賣店「非常識」推出「台灣菠蘿麵包（台湾メロンパン）」。然而麵包外的酥皮實際上使用源於香港的做法，裡面亦夾著一塊黃奶油，卻聲稱是台灣美食，結果引起爭議，該麵包店後來澄清菠蘿包及菠蘿油都是源自香港。

## 菠蘿油

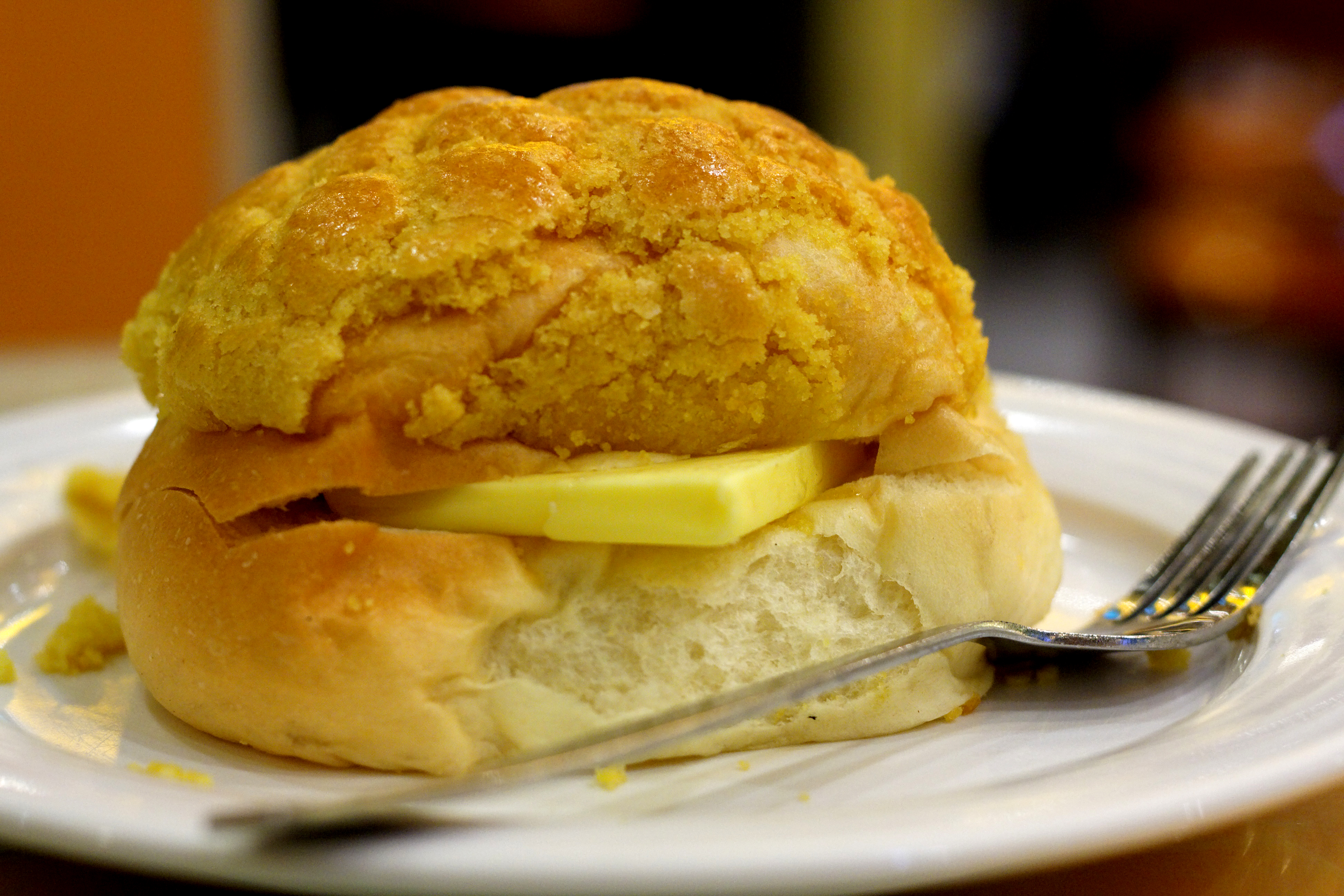
一個「菠蘿油」

菠蘿油是香港的一種小吃，從菠蘿包發展而來。將新鮮的菠蘿包橫向切開，然後夾入一片厚切冷藏牛油片（有時會加熱牛油讓它融化）。起源自香港茶餐廳中，後來也在台灣和日本開始普及。
菠蘿油的味道非常獨特，外層酥脆的麵包皮和內裡的柔軟麵包相結合，加上濃郁的牛油香味，使得這道點心深受許多人的喜愛。它通常作為早餐或是下午茶食用，並且是香港茶餐廳裡的常見選擇。
將剛出爐的帶熱菠蘿包夾上冰涼的牛油片，當牛油片被菠蘿包的熱力溶於麵包內，麵包夾層會被溶化的牛油染成黃色。食用時，菠蘿油與菠蘿包不同之處是能夠吃出厚重牛油味。
香港很多茶餐廳都會供應菠蘿油，搭配奶茶作為下午茶餐或早餐。一些茶餐廳會將冰牛油送上餐桌，讓客人將牛油夾至菠蘿包時，仍保持在冰凍狀態，以加強口感的對比。
不少香港電影、電視劇中也有出現菠蘿包及菠蘿油，例如動畫《麥兜菠蘿油王子》，以“菠蘿油王子”作為麥兜父親麥炳的綽號。

## 其他變化

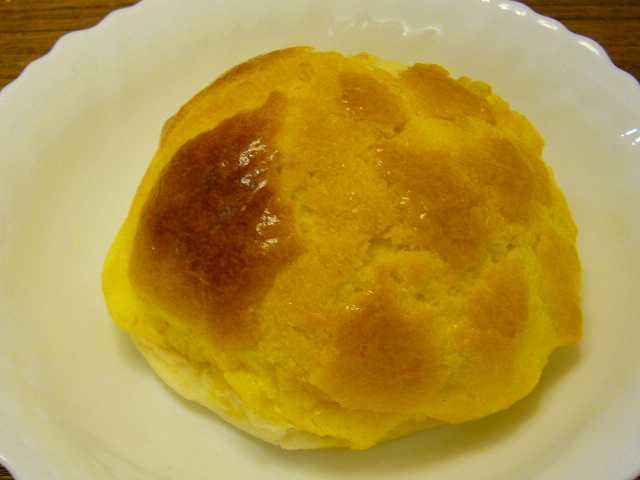
較為常見的菠蘿包

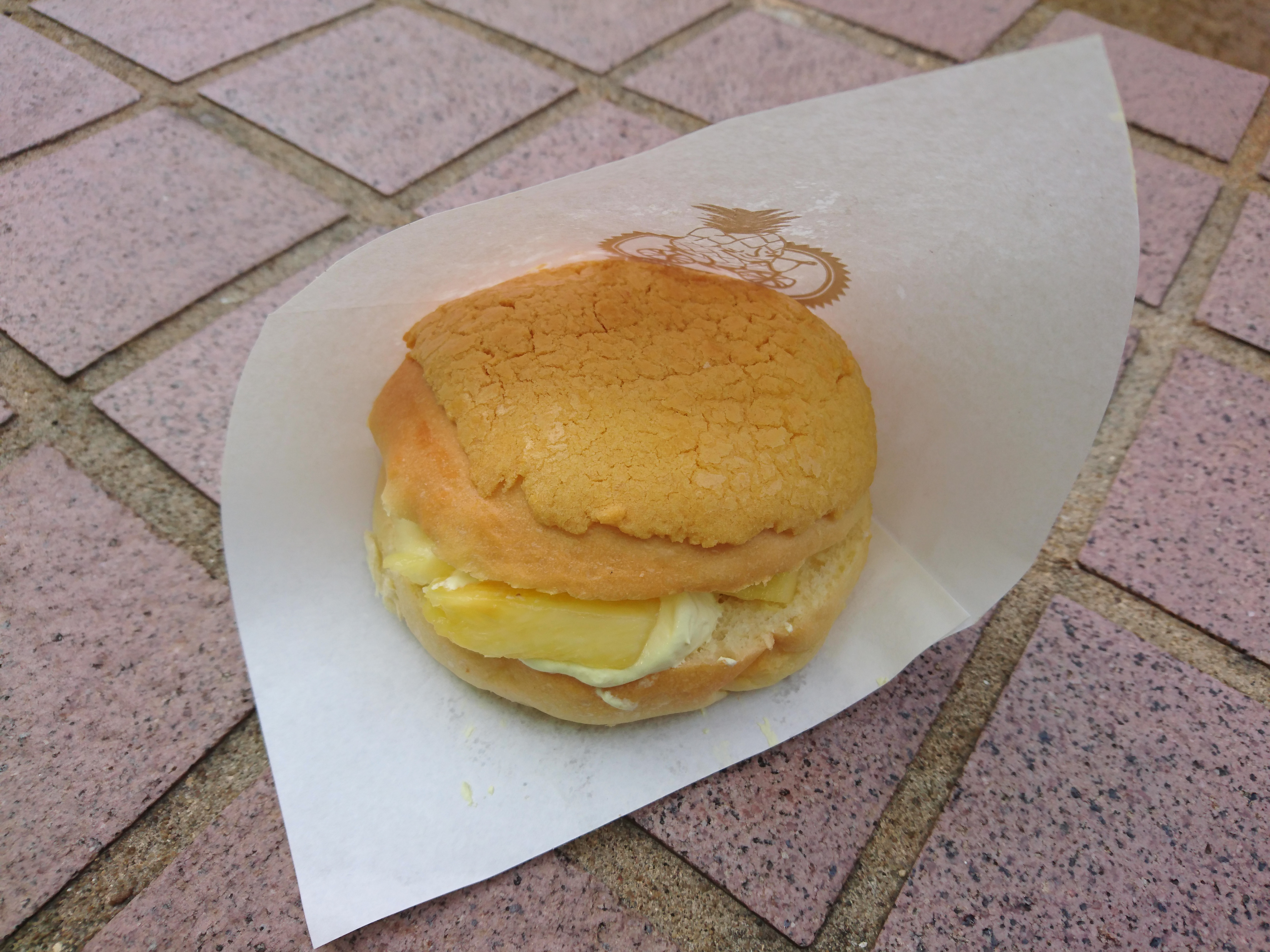
忌廉菠蘿菠蘿包

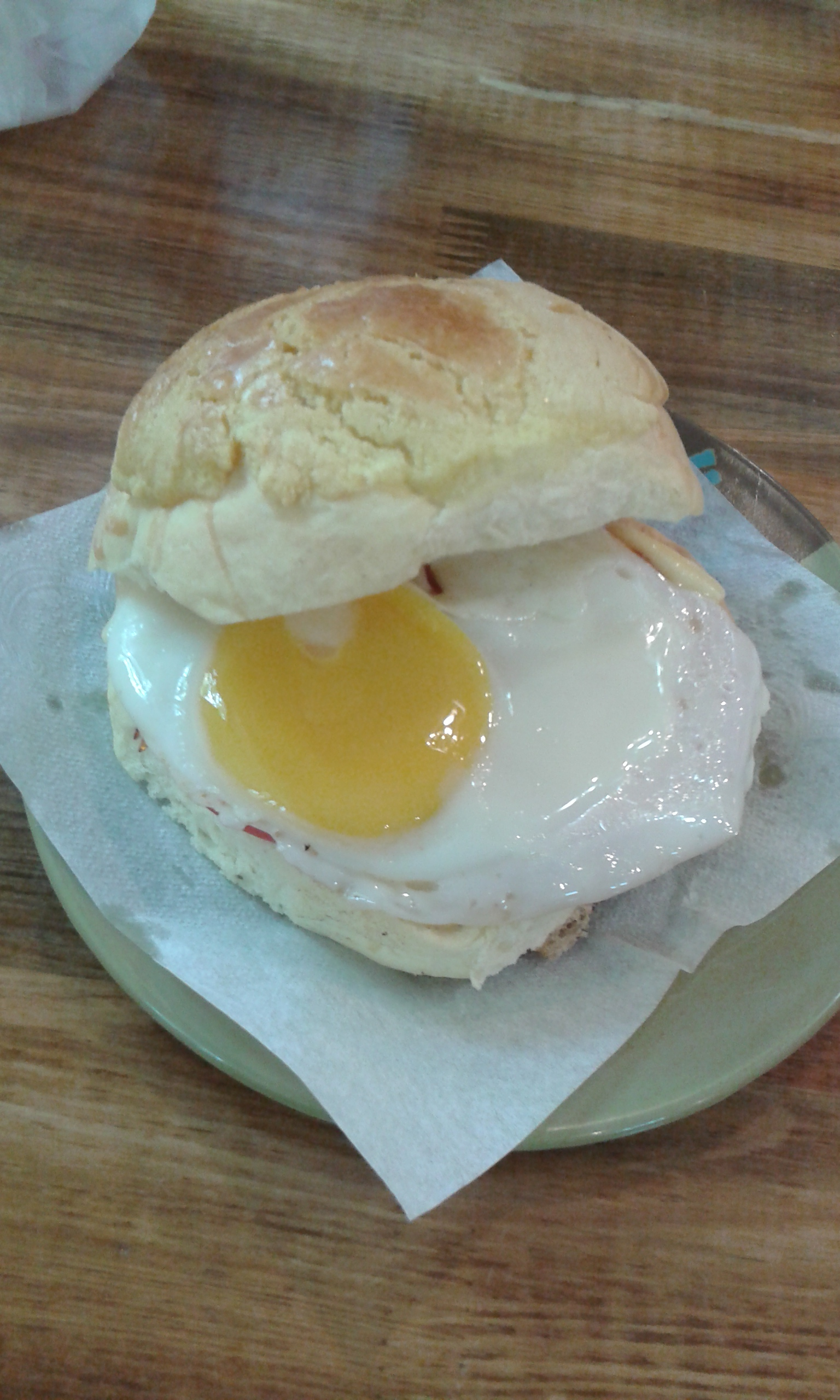
番茄雞蛋菠蘿包

個別餅店或茶餐廳在菠蘿包上加上變化，創新、特色的口味層出不窮，如：
- 午餐肉菠蘿包
- 迷你菠蘿包
- 番茄雞蛋菠蘿包
- 奶黃菠蘿包
- 紫菜菠蘿包
- 巧克力菠蘿包
- 乾酪菠蘿包
- 椰絲菠蘿包
- 芋泥菠蘿包
- 叉燒菠蘿包
- 豆沙菠蘿包

亦有加入水果味道的：
- 哈密瓜菠蘿包
- 藍莓菠蘿包
- 紅豆菠蘿包
- 草莓菠蘿包
- 菠蘿菠蘿包（含真正菠蘿片或菠蘿茸的菠蘿包）[8]

## 軼聞
2005年，菠蘿包曾被提名為颱風名字，但落選。前香港天文台台長林超英作為評審之一說：「若說『某某國家正被菠蘿包襲擊』，說出來太搞笑了。」